# 鐵達尼號主樓梯

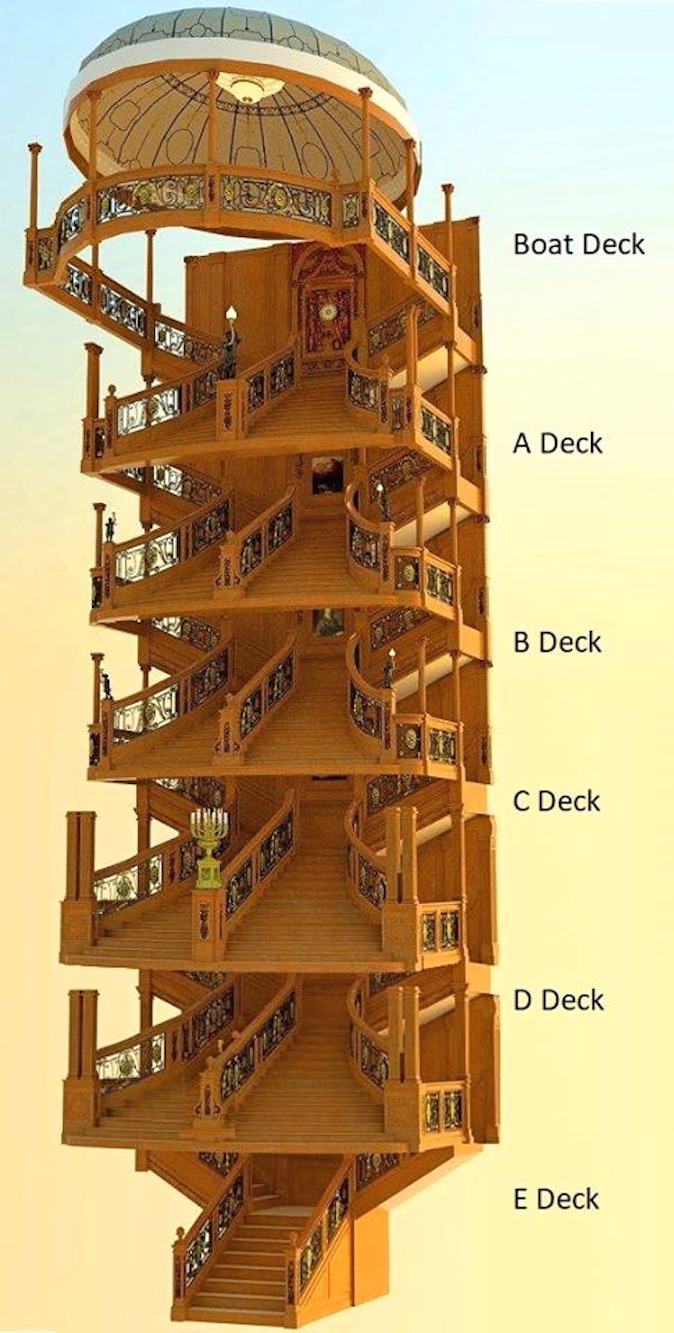
鐵達尼號主樓梯的電腦模擬圖。

鐵達尼號主樓梯（英語：Grand Staircase of the RMS Titanic，或譯大樓梯）是英國皇家郵輪鐵達尼號上的大型華麗樓梯，有時外界會賦予它這個名稱。雖然主樓梯在鐵達尼號沉沒事故中已遭海水破壞殆盡，但一直在鐵達尼號的媒體形象和文化描寫中佔有突出地位。它經常在電影中重現，使其成為這艘著名沉船最容易識別的特徵之一。鐵達尼號的主樓梯沒有留下任何已知照片，在鐵達尼號殘骸遺址中也沒有留下任何痕跡，世人僅能透過姊妹艦奧林匹克號主樓梯想像它的風貌。

## 位置

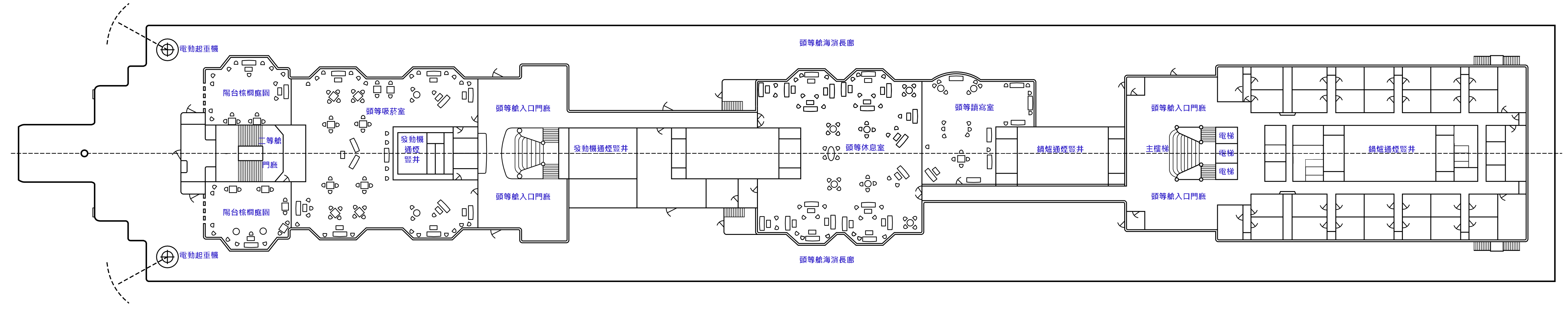
鐵達尼號A層甲板平面圖。主樓梯位於前段的頭等艙入口門廳，緊鄰著三座電梯。後段有一座規模較小的主樓梯。

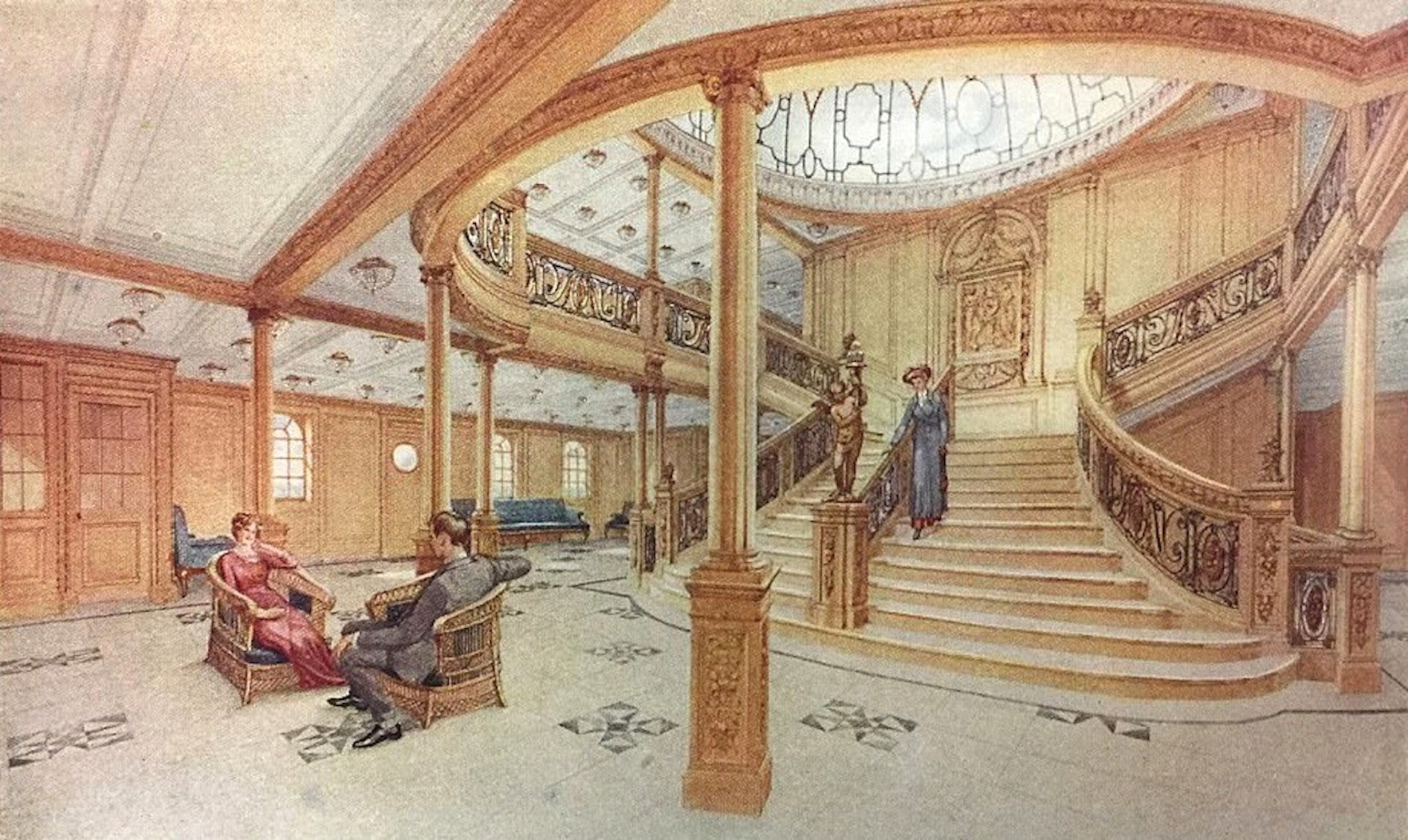
泰坦尼克号和奥林匹克号上梯子的当代绘画。

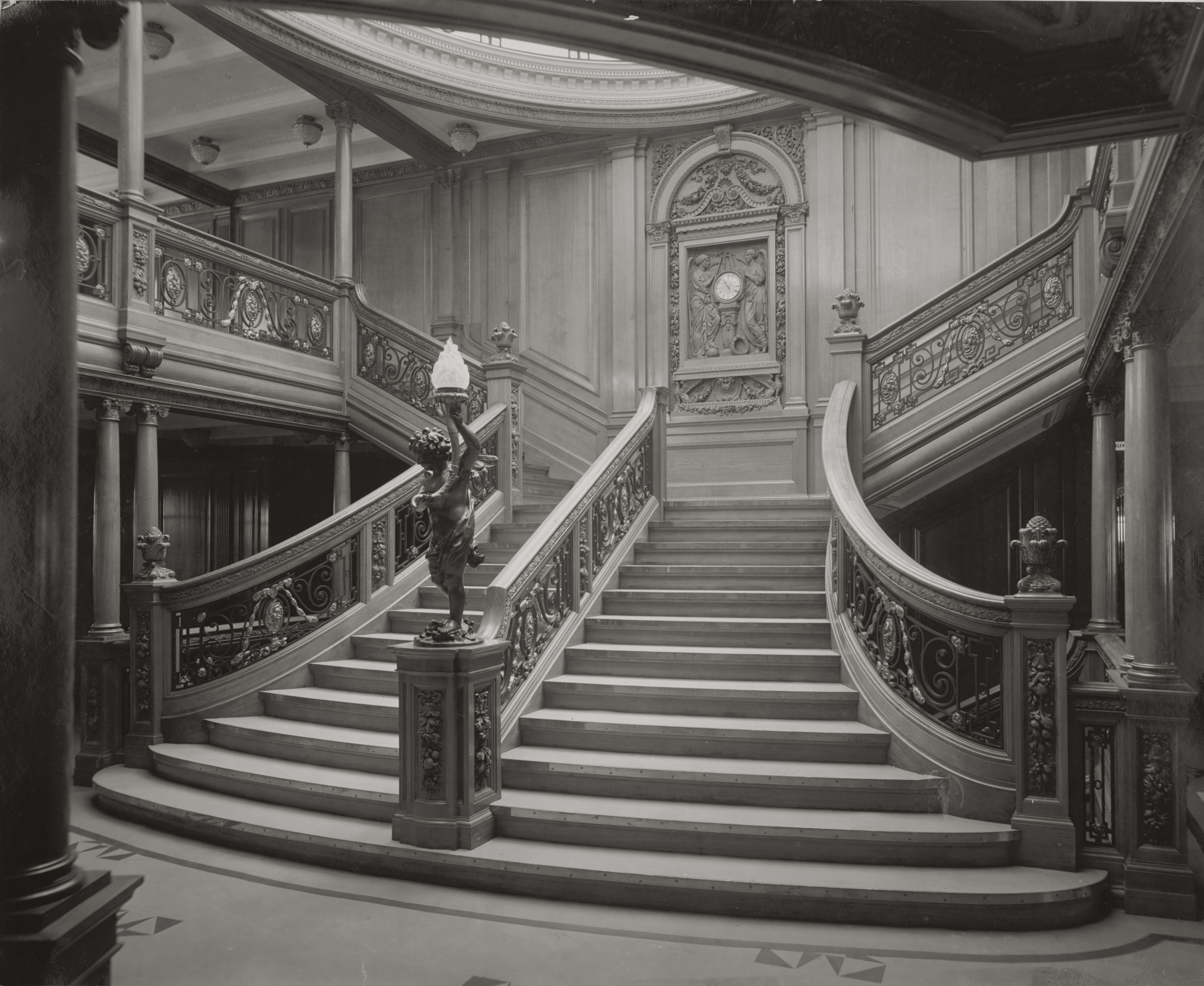
姊妹艦奧林匹克號上的主樓梯，和鐵達尼號近乎相同。

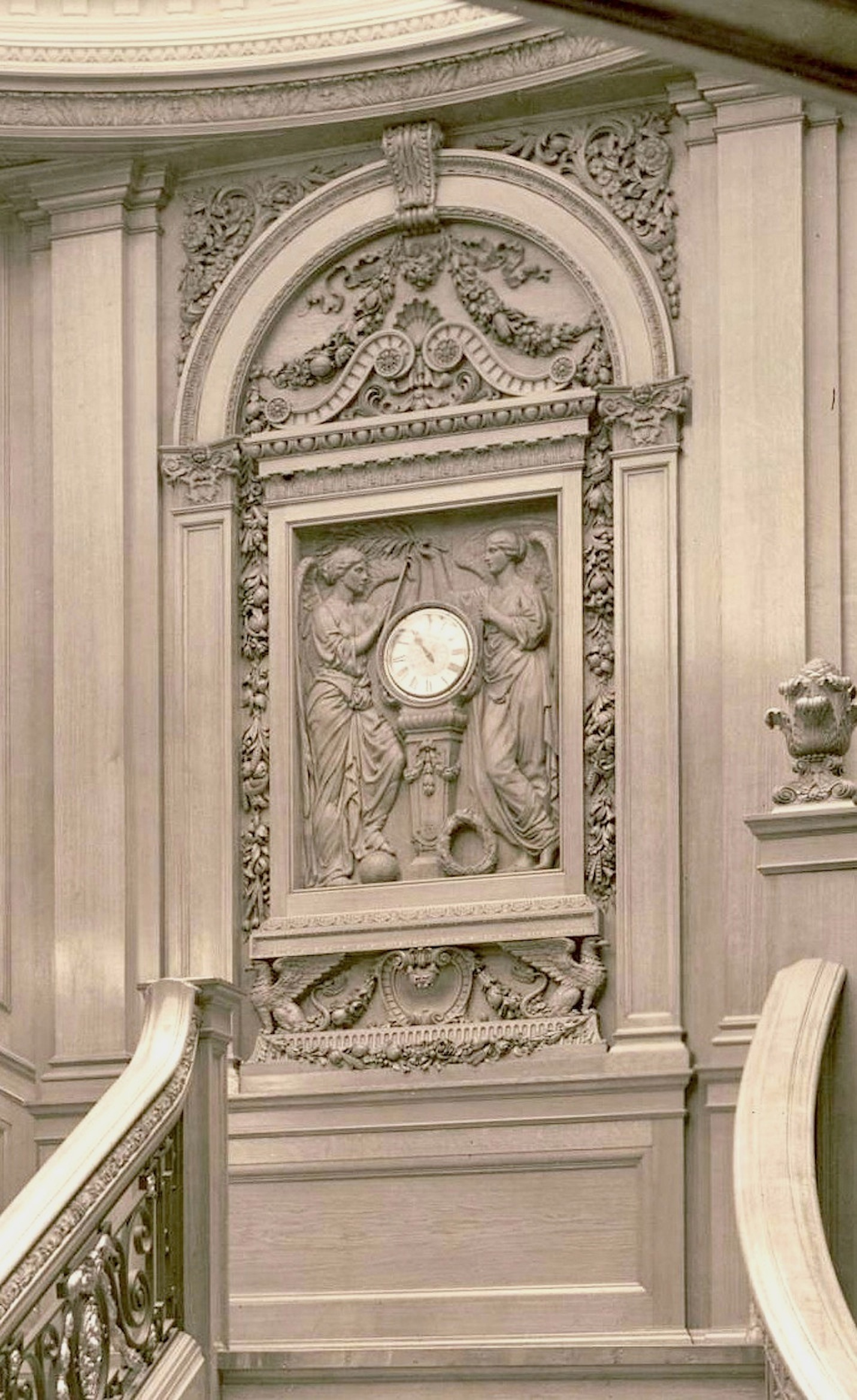
姊妹艦奧林匹克號上的主樓梯時鐘，和鐵達尼號近乎相同。

實際上鐵達尼號有兩個主樓梯，是提供給頭等艙乘客進入眾多公共區域和各層甲板之間的主要通道。但是在流行文化中主要描寫的只有一座——坐落在船的前段，即1號與2號煙囪下方位置。這個主樓梯在小艇甲板和E層甲板之間分為七層。乘客從主樓梯下來後，可以繞到它的後方，找到三座頭等艙電梯，它們可以連通A層甲板至E層甲板。後段還有一座規模小很多的船尾主樓梯，在3號與4號煙囪下方位置，裝飾風格相同，但沒有電梯，流行文化也不曾描寫。

### 小艇甲板
在小艇甲板上，主樓梯的頂層入口設在一個室內陽台裡，稱為頭等艙入口門廳，可讓乘客俯瞰下方的樓梯和甲板，此層主樓梯寬17公尺，長10公尺。在小艇甲板上的頭等艙入口門廳，兩側皆有出入口與外部連通，兩側各有一個小玄關（1.5公尺乘1.8公尺），健身房就在旁邊。海官起居艙和馬可尼電報室也可通過主樓梯身後的兩條走廊進入，這兩條走廊從主樓梯的兩側向前延伸。這個甲板層面在主樓梯上方覆蓋著鍛鐵和玻璃製的大型穹頂，尺寸為5.8公尺乘7.9公尺。

### A層甲板
在A層甲板上，從主樓梯步行下來的左側，通過旋轉門進入後，有一個長條走廊沿著右舷延伸，將乘客連接到頭等讀寫室，走到底即是頭等休息室。兩側也各有一個小玄關（1.5公尺乘1.8公尺），連接乘客前往室外的海濱長廊、或通過主樓梯身後的兩條走廊進入34間頭等艙客房。主樓梯由此層開始往下連接7個甲板，寬4.87公尺。頭等休息室也有一條長條走廊，走到底便是第二個頭等艙入口門廳，那裡也有一座規模較小的主樓梯。

### B層甲板
在B層甲板主樓梯旁邊，是兩間「百萬富翁套房」，兩側各有一間封閉式的頭等入口門廳。大部分B層甲板頭等艙客房，船上條件最好、占地最大的客房都在這一層甲板。

### C層甲板
在C層甲板上，主樓梯左側是事務長辦公室、行李員辦公室和詢問處。乘客可以將他們的貴重物品存放於此，也能提交或接收馬可尼電報室的個人電報。他們還可以在這裡購買明信片等小件物品、支付土耳其浴室和壁球場的門票、預訂躺椅、租借圖版遊戲、預訂餐廳座位，以及其他乘客服務。主樓梯前方的兩側各有一條長走廊，通往頭等艙客房和特等艙客房，就像上面的B層甲板一樣。

### D層甲板
在D層甲板上，主樓梯就設在頭等接待室內，毗鄰頭等餐廳。在主樓梯後面是兩個拱形入口前庭和附屬通道，與前段的頭等艙客房連通。

### E層甲板
在E層甲板上，主樓梯縮小尺寸並簡化成直線，儘管它採用相同的英國橡木和鍛鐵設計。這個甲板上沒有公共區域，只有客房、船員寢室、理髮店、洗衣店等。

### F層甲板
主樓梯最後單列階梯終止于F層甲板，那裡可以前往土耳其浴場和溫水游泳池。

## 風格和裝飾

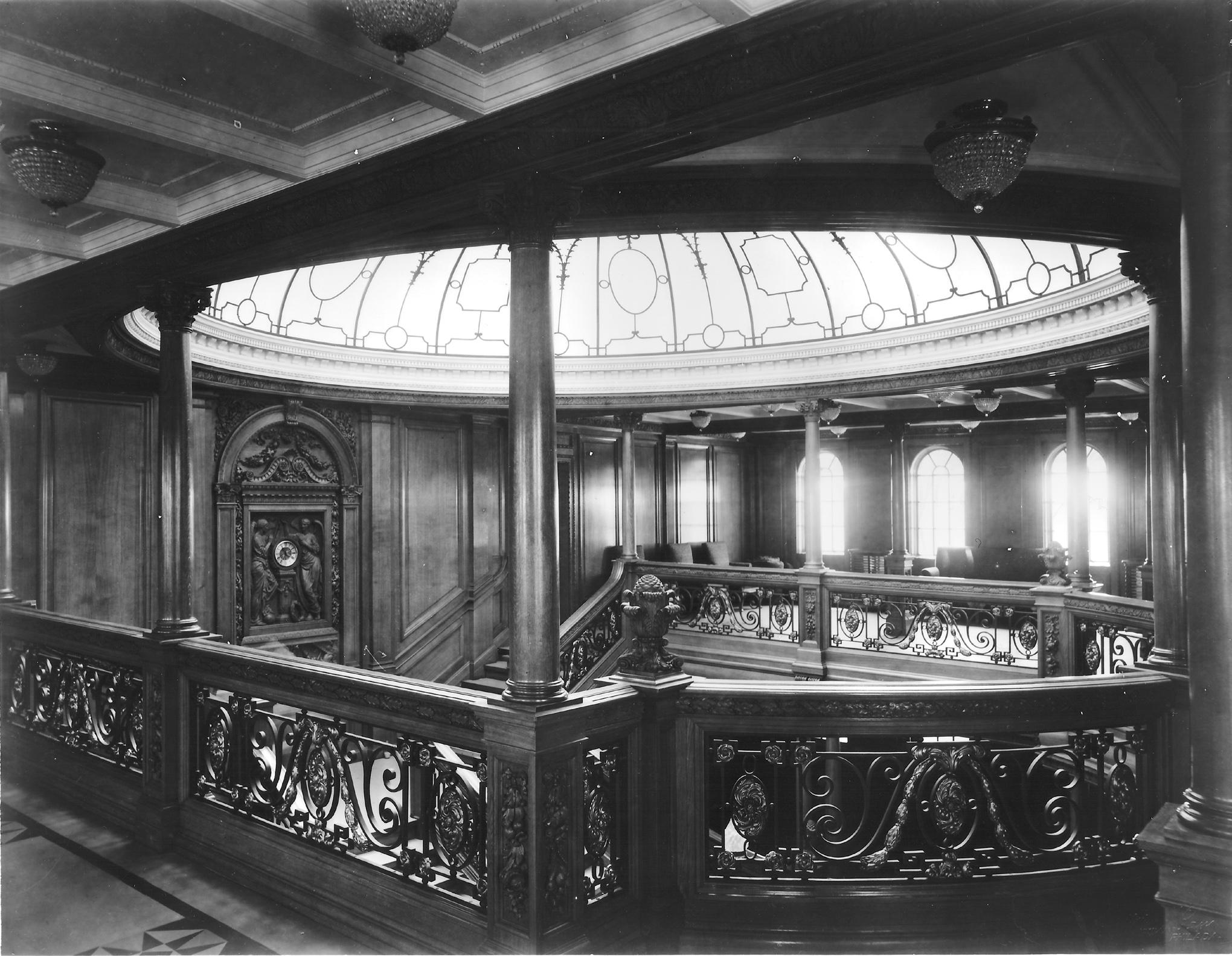
奧林匹克號的照片，從小艇甲板拍攝的主樓梯。

主樓梯是鐵達尼號頭等艙公共區域中最著名、最宏偉的重點設施。主樓梯首先以兩層樓高的挑高空間，在頂部覆蓋著大型鍛鐵和玻璃穹頂，白天時能為樓梯間提供充足的自然光線。穹頂上有精心模製的石膏柱頂，並放置在樓梯間周圍的甲板外殼上。它由一個保護罩覆蓋，以保護穹頂免受氣候的影響，並且還包含照明功能，以便在晚上從後面照亮穹頂。穹頂中心掛著一個大型的鍍金青銅水晶吊燈。鐵達尼號殘骸上現在有一個小型珠狀水晶吊燈保存良好，僅懸掛在A層甲板和小艇甲板的前部，其餘部分包含切割玻璃罩。
每個樓梯均採用堅固的英式橡木建造，每個樓梯均配有精緻的鍛鐵格柵和路易十四風格的鍍金青銅部件。樓梯寬6公尺，距離艙壁5.1公尺。周圍的入口門廳採用新古典威廉瑪麗風格雕刻的拋光橡木鑲板。柱頂鑲板上刻有精緻浮雕花環，每一個都有獨特的設計。地板鋪設著白色油氈瓷磚，點綴著黑色獎章花紋。在樓梯間提供扶手椅和藍色軟墊沙發。在小艇甲板上有一架立式鋼琴，這是給船上聘僱的管弦樂隊在樓梯間舉行即興音樂會。
主樓梯中央平台是整片木製的大型雕刻飾板，在A層甲板中央平台特別鑲上一個精巧的雕刻時鐘，兩邊為寓言圖案，稱為「以榮譽和榮耀加冕的時刻」（B層甲板、C層甲板、D層甲板和E層甲板的主樓梯中央平台都是風景或靜物油畫，而不是「以榮譽和榮耀加冕的時刻」）。中央扶手尾柱是一尊青銅小天使雕塑，手拿著一個發光的火炬，在樓梯底部增添風采。在B層甲板和C層甲板上，可能裝有其他尺寸較小的小天使雕塑。在D層甲板上，主樓梯直接坐落於頭等接待室，中央扶手尾柱上則是一座巨大的鍍金燭台和電燈。

## 船尾主樓梯

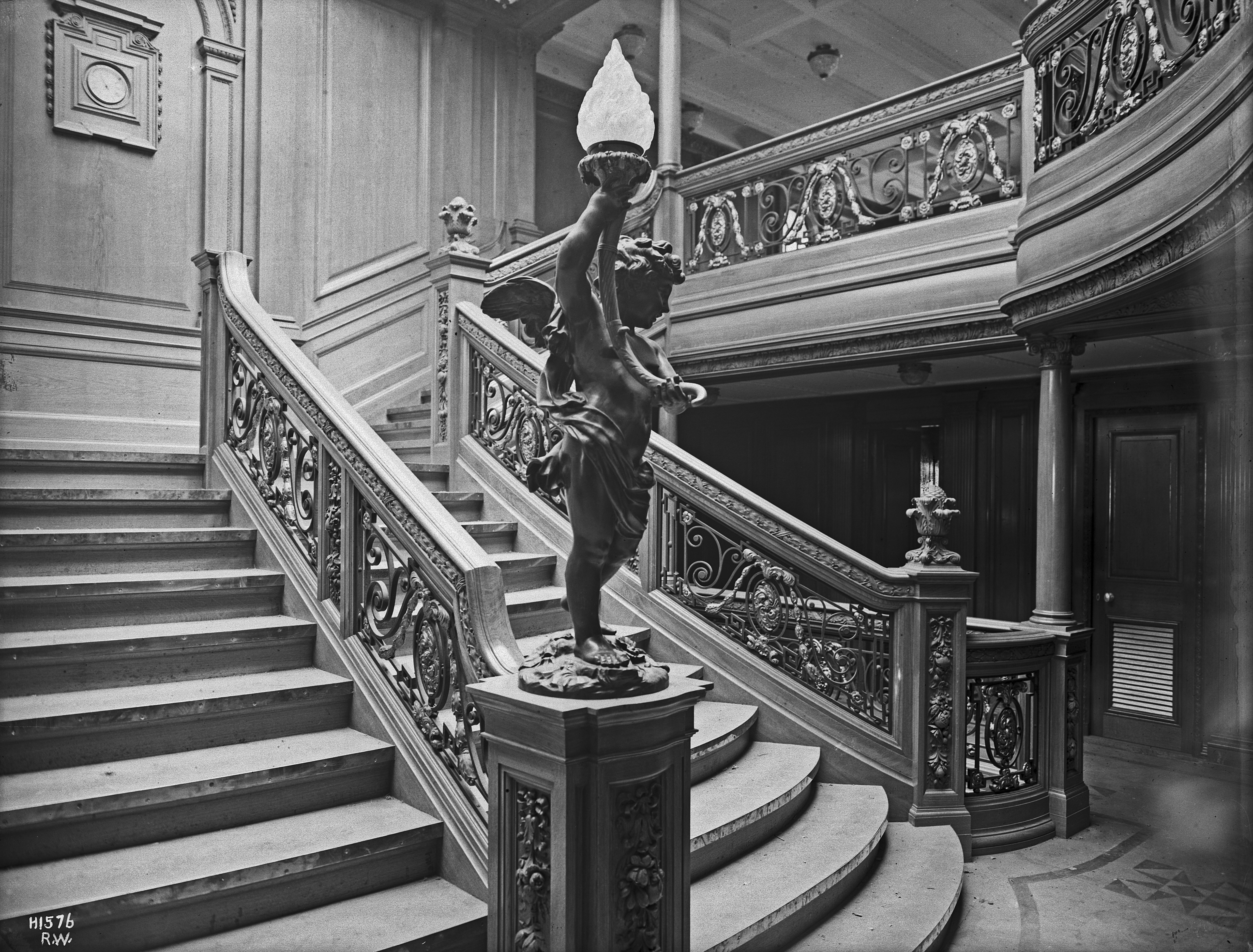
奧林匹克號船尾主樓梯，留意中央平台上面的簡單時鐘。

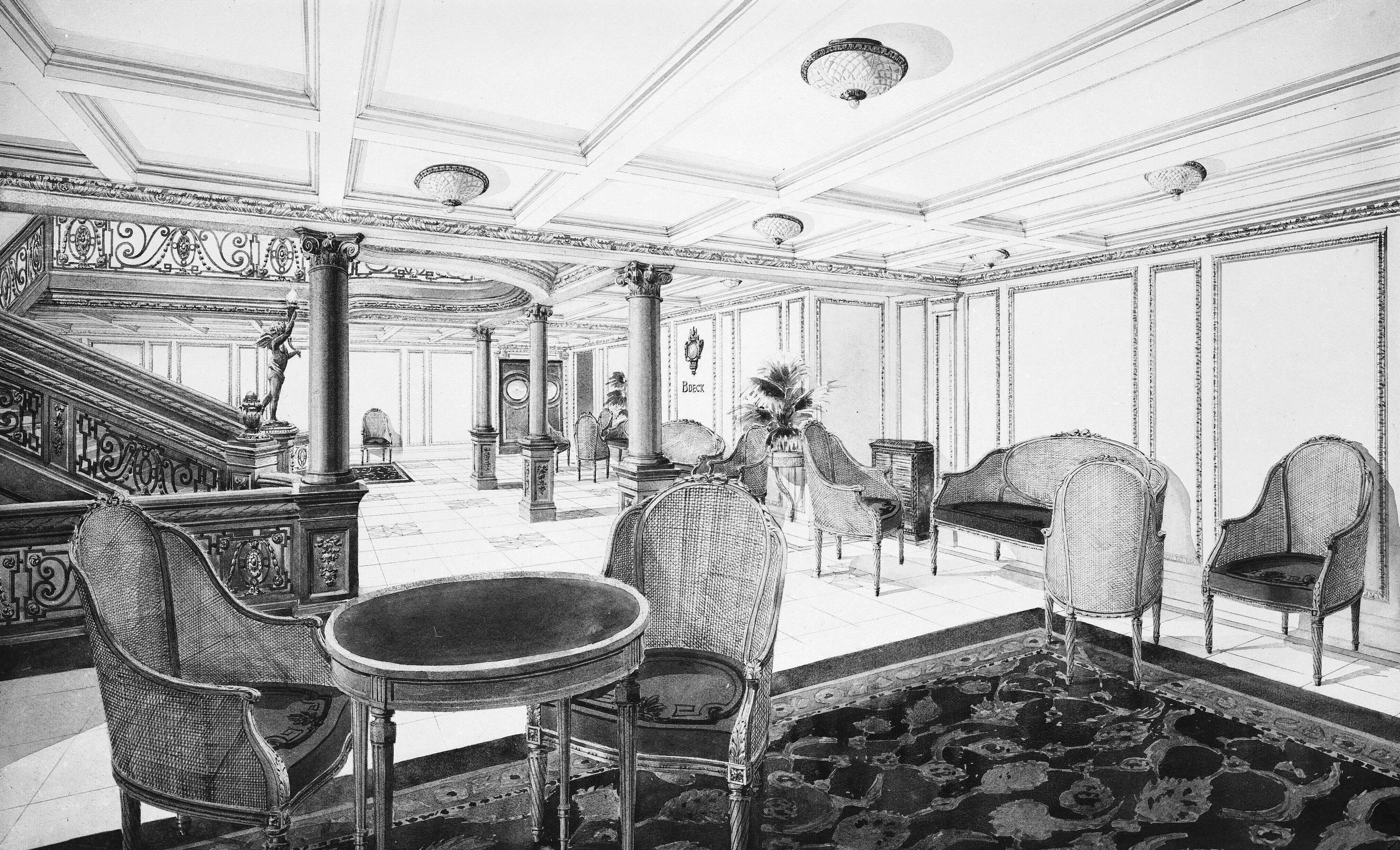
一幅1912年的插圖，描繪鐵達尼號船尾主樓梯的餐廳接待區。

在鐵達尼號的3號和4號煙囪之間的位置下方，還有一個位於船尾的主樓梯。雖然它的風格和裝飾與附有穹頂的主樓梯相同，但這一座的比例要小很多，而且只安裝在A層、B層和C層甲板之間。船尾主樓梯與中央主樓梯形成鮮明對比的是時鐘，這裡的中央平台時鐘樣式簡單。乘客們可以從A層甲板的船尾主樓梯進入頭等吸菸室和頭等休息室。
單點餐廳和巴黎咖啡廳的顧客接待區，採用白色喬治亞風格的鑲板裝飾，佔據了船尾主樓梯外的整個B甲板門廳。舖有舒適地毯的休息區配有籐編椅子、沙發和桌子。與奧林匹克號相比，這也是一項創新，由於額外的客艙和儲藏室，其B層甲板的入口門廳要小得多。在1913年改裝之前，奧林匹克號上沒有接待區，她後來效仿鐵達尼號擴大了餐廳，並增加了顧客接待區。另外在鐵達尼號上，A層甲板船尾主樓梯兩側各有一間額外的特等艙套房，與奧林匹克號相比，減少了周圍門廳的面積。

## 沉船中的狀況
1985年，當海洋考古學家羅伯·巴拉德首度發現鐵達尼號殘骸時，他發現主樓梯曾經佔據過的地方只剩一個巨大的豎井。在小艇甲板上，曾經構成主樓梯頂部室內陽台的甲板室倒塌，曾經是鑄鐵玻璃穹頂的位置也只剩巨大開口，這為遙控潛水器提供了方便的入口。一堆殘骸和扭曲的金屬框架位於D層甲板底部，阻擋了通往下層甲板的入口。
因為每層樓梯都是單獨建造，且完全是用橡木建造，所以在人類發現鐵達尼號殘骸之前的73年光陰裡，主樓梯會有三種結局——在沉沒過程中分裂並從樓梯間漂浮出來、遭海洋生物緩慢侵蝕分解、或受到船首觸底的力量和巨大水力衝擊而摧毀。生還者曾經描述，在鐵達尼號最後一次劇烈傾斜時，有一波橫掃小艇甲板的大浪——這可能是1號煙囪坍塌時產生的波浪，這個大浪經常歸咎為是粉碎穹頂並摧毀大樓梯的主因。主樓梯周圍的入口門廳、橡木頂柱、橡木橫樑的石膏天花板和吊燈天花板固定裝置，都在可辨別的條件下保存至今。
導演詹姆斯·卡麥隆在拍攝1997年電影《鐵達尼號》時，他的主樓梯複製品因為劇烈水流沖刷，所有木製部分從其鋼筋基座上扯裂。導演表示：「我們把船弄沉時，基座屹立不搖，但是木製部分都脫離了，整個往上浮。這很可能是實際下沉時發生的情況，可以解釋為什麼殘骸中沒有主樓梯的蹤影。我們是按照原設計圖打造的，所以我想，這是一次準確的概念驗證」。隨著鐵達尼號船體一分為二，船尾主樓梯也完全摧毀消失，它可能正好位於破裂處、或在破裂處旁邊。在沉沒之後，從發現的大部分漂浮木材和其他碎片中，人們認為是來自船尾主樓梯。

## 來自鐵達尼號和奧林匹克號主樓梯的文物
鐵達尼號主樓梯沒有留下任何已知的照片，很多保存至今的照片都是奧林匹克號的，根據鐵達尼號歷史學家推測，它們的外觀近乎相同。1990年，在英格蘭北部的一個穀倉裡，發現了一大堆來自奧林匹克號的木製品，而且大部分原本都屬於主樓梯。1932年奧林匹克號改裝中塗上的鱷梨綠色，都還保留在這些木製品上，另外還包括了大量的牆板、雕刻柱頂、窗框、壁帶和門。來自船尾主樓梯的部分橡木欄杆，為英國阿尼克白天鵝酒店的樓梯增添了光彩。懸掛在樓梯天花板上的枝形吊燈偶爾會出現在拍賣場合——2004年，其中16個從霍特惠斯爾塗料廠拍賣，那次拍賣還包括奧林匹克號B層、C層、D層和E層主樓梯中央平台的四幅風景油畫 ，以及兩個小艇甲板入口玄關的門中門。鐵達尼號歷史學家認為，奧林匹克號的雕刻時鐘與鐵達尼號相同，目前在南安普敦海洋城市博物館展出。卡麥隆《鐵達尼號》電影中的複製品參考自這個時鐘。
在沉沒後的幾週內，已經回收了一些鐵達尼號主樓梯和船尾主樓梯的殘骸，可以在加拿大哈利法克斯的大西洋海事博物館看到。這包括來自船尾主樓梯和橡木扶手上精心雕刻的支撐柱部分。還有從鐵達尼號回收的木製品——重新製成的物品，包括擀麵棍和篋牌，很可能來自主樓梯。多年來，已經從殘骸遺址的碎片地帶找回了兩個青銅小天使雕塑和A層甲板小天使雕塑的基座。來自船尾主樓梯的鍛鐵穹頂碎片也已在碎片地帶識別出來。鐵達尼號歷史學家肯·馬歇爾證實，1986年伍茲霍爾海洋研究所在碎片地帶中至少發現了9件主樓梯的鍍金鍛鐵欄杆，儘管在沉沒之前從未拍過任何它們的照片。

## 文化描寫

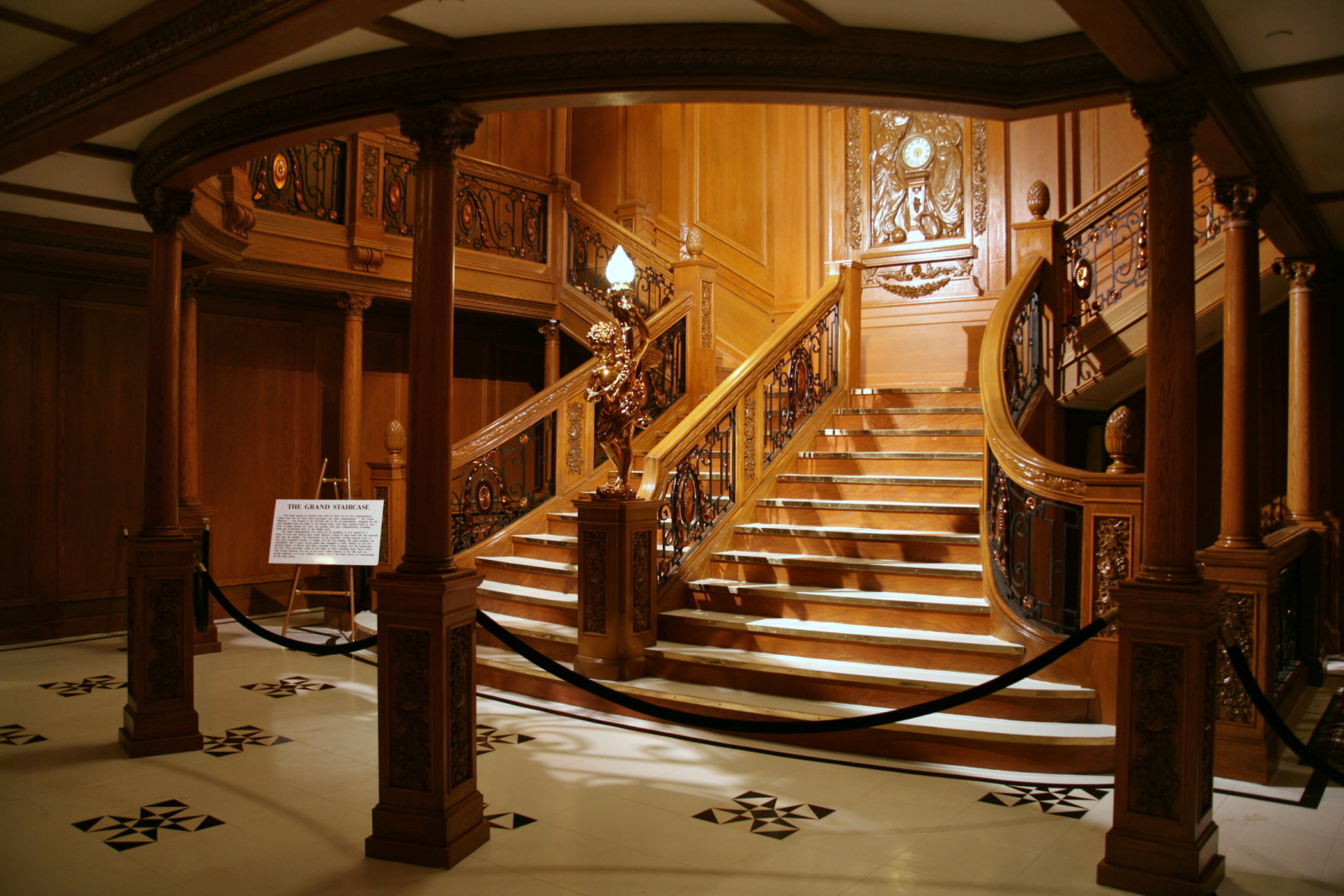
巡迴展覽中的主樓梯複製品。

在許多關於鐵達尼號沉沒的電影中，幾乎所有電影都以類似形式描寫了主樓梯，它已經成為鐵達尼號整體富饒和宏偉的象徵。
- 1943年——在納粹德國電影《鐵達尼號》中，主樓梯用來隱喻英國和美國上層階級的貪婪。
- 1953年——在美國電影《鐵達尼號》中，主樓梯是許多表演場景之一，儘管它與真實的主樓梯只有一點膚淺的相似之處。
- 1958年——在英國電影《此夜永難忘》中，不但有主樓梯的場景，也重現了A層和D層甲板風貌。這些布景是基於奧林匹克號的檔案照片複製，使其具有真實性。
- 1979年——在英美電視劇《鐵達尼號遇難記（英语：S.O.S. Titanic）》中，使用的主樓梯是倫敦貝爾格雷夫廣場的一座豪宅，它與鐵達尼號主樓梯的外觀毫無關係[15]。
- 1980年——在英美電影《拯救鐵達尼號（英语：Raise the Titanic (film)）》中，虛構的鐵達尼號殘骸升出海面之後，有另一個版本的A層甲板主樓梯畫面。拍片是在發現實際殘骸之前拍攝的，所以它錯誤描寫了大樓梯在殘骸中完整無缺，以至於玻璃穹頂和青銅小天使雕塑仍在原地。它也錯誤將主樓梯放在一個大柱廊的盡頭（鐵達尼號上沒有這樣的特徵）。
- 1996年——在美國電視劇《鐵達尼號》中，它錯誤定位了雕刻時鐘和小天使雕塑直接通往D層甲板的頭等餐廳，這兩件物品實際上只存在於A層甲板。該片的玻璃穹頂和整個頭等接待室也消失不見。
- 1996年——在美國遊戲《鐵達尼號：時光冒險（英语：Titanic: Adventure Out of Time）》中，除了A層甲板的雕刻時鐘消失、D層和E層甲板中央平台的一些不準確之外，大部分主樓梯都是正確描繪。
- 1997年——在美國電影《鐵達尼號》中，主樓梯成為該片的主要焦點。雖然導演詹姆斯·卡麥隆建造的複製品比實際樓梯寬了50公分，但是A層到D層甲板的主樓梯都是按照正確比例精確建造的。唯一不同的是，該片加固了鋼筋基座，而鐵達尼號完全採用橡木製成。原始的主樓梯每層有十二個台階，包括在時鐘下方落地的台階，而該片的主樓梯複製品每層有十三個台階。拍攝團隊聘僱了來自墨西哥和英國的工匠，協助製作華麗木製鑲板、精緻石膏製品和欄杆，儘管一些支撐柱是石膏模型，但是看起來與木頭無異，以節省金錢和工時。「以榮譽和榮耀加冕的時刻」時鐘是該片的一個主要焦點——它是由雕刻大師戴夫·科爾漢姆（Dave Coldham）依據奧林匹克號留下的時鐘雕刻[16]。
- 在一些與鐵達尼號相關的博物館中，陳列有主樓梯的詳細複製品。在美國密蘇里州布蘭森和田納西州鴿子谷的鐵達尼號博物館中，展出的主樓梯複製品是按照原始甲板平面圖建造，但是都與原始主樓梯有些許不同，原始扶手下面增加了黃銅扶手（為了客人的安全）。北愛爾蘭貝爾法斯特的鐵達尼號紀念博物館（英语：Titanic Belfast）也為了符合法規，做出一些相當大的改變[17]。
- 2015年，基於原始設計的中國鐵達尼號複製船（英语：Titanic replica (Sichuan, China)）開始進行船體組裝，預計也會重建主樓梯。